# Décès en avril 2021
Décès
- 2017
- 2018
- 2019
- 2020
- 2021
- 2022
- 2023
- 2024
- 2025

Pour une information complémentaire, voir la page d'aide.

| Date      | Nom                           | Activités | Âge   | Source |
| --------- | ----------------------------- | --- | ----- | ------ |
| 1er avril | Lee Aaker                     | Acteur américain. | 77    | (en)   |
| 1er avril | Isamu Akasaki                 | Physicien japonais, Prix Nobel de physique (2014).                                                                                     | 92    | (en)   |
| 1er avril | Michèle Boegner               | Pianiste française. | 79    |        |
| 1er avril | Bruce Dinwiddy                | Homme politique britannique, gouverneur des îles Caïmans.                                                                              | 75    | (en)   |
| 1er avril | Emmanuel Gaillard             | Juriste et professeur agrégé de droit français.                                                                                        | 69    |        |
| 1er avril | Nemam Ghafouri                | Médecin irakienne et suédoise de l'aide humanitaire                                                                                    | 52    |        |
| 1er avril | Patrick Juvet                 | Mannequin et chanteur-compositeur suisse.                                                                                              | 70    |        |
| 1er avril | Henri Marescaux               | Général d'armée et diacre permanent français, fondateur de l'association Tamaris.                                                      | 77    |        |
| 2 avril   | Valentin Afonine              | Footballeur et entraîneur soviétique puis russe.                                                                                       | 81    | (ru)   |
| 2 avril   | Simon Bainbridge              | Compositeur britannique. | 68    | (en)   |
| 2 avril   | Mykhailo Kouchnerenko         | Homme politique ukrainien. | 82    |        |
| 2 avril   | Gabi Luncă                    | Chanteuse de musique tzigane roumaine.                                                                                                 | 82    | (ro)   |
| 2 avril   | Víctor Salas                  | Footballeur international péruvien. | 86    | (es)   |
| 3 avril   | Charles Sidney Burrus         | Ingénieur et chercheur américain. | 86    | (en)   |
| 3 avril   | Hubert Gerbeau                | Écrivain et historien français. | 84    |        |
| 3 avril   | Gloria Henry                  | Actrice américaine. | 98    | (en)   |
| 3 avril   | Cyprian Kizito Lwanga         | Prélat catholique ougandais. | 68    | (en)   |
| 3 avril   | Vera Squarcialupi             | Journaliste italienne. | 92    | (it)   |
| 3 avril   | Philippe Venault              | Réalisateur et scénariste français. | 73    |        |
| 3 avril   | Christian Wiyghan Tumi        | Cardinal catholique camerounais. | 90    |        |
| 3 avril   | Carla Zampatti                | Créatrice de mode et femme d'affaires australienne.                                                                                    | 78    | (en)   |
| 4 avril   | Jens-Peter Bonde              | Homme politique danois. | 73    | (da)   |
| 4 avril   | Thomas D. Brock               | Microbiologiste américain. | 94    | (en)   |
| 4 avril   | Christian Debias              | Pilote automobile français. | 74    |        |
| 4 avril   | Jean Dupuy                    | Artiste peintre français. | 95    |        |
| 4 avril   | Cheryl Gillan                 | Femme politique britannique. | 68    | (en)   |
| 4 avril   | Francisco Haghenbeck          | Écrivain et un scénariste de bande-dessinées mexicain.                                                                                 | 56    | (es)   |
| 4 avril   | Sugako Hashida                | Écrivaine et scénariste japonaise. | 95    | (en)   |
| 4 avril   | Kim In                        | Joueur de go sud-coréen. | 77    | (ko)   |
| 4 avril   | Füzuli Javadov                | Footballeur azerbaïdjanais. | 70    | (az)   |
| 4 avril   | Henri Lemay                   | Homme politique canadien. | 81    |        |
| 4 avril   | Piero Molducci                | Entraîneur de volley-ball italien. | 65    | (it)   |
| 4 avril   | Robert Mundell                | Économiste canadien. | 88    | (en)   |
| 4 avril   | Shashikala                    | Actrice indienne. | 88    | (en)   |
| 4 avril   | Rolando Thöni                 | Skieur alpin italien, médaillé de bronze aux Jeux olympiques d'hiver de 1972.                                                          | 70    | (it)   |
| 5 avril   | Haja El Hamdaouia             | Chanteuse marocaine. | 91    |        |
| 5 avril   | Joye Hummel                   | Scénariste de bandes dessinées américaine.                                                                                             | 97    | (en)   |
| 5 avril   | Frank Jacobs                  | Scénariste de bandes dessinées américain.                                                                                              | 91    | (en)   |
| 5 avril   | Krzysztof Krawczyk            | Chanteur et compositeur polonais. | 74    | (pl)   |
| 5 avril   | Paulino Lukudu Loro           | Archevêque sud-soudanais. | 80    |        |
| 5 avril   | Sergio Maggini                | Coureur cycliste italien. | 101   | (it)   |
| 5 avril   | Antoine Martin                | Écrivain français. | 65/66 |        |
| 5 avril   | Cécile Renault                | Astrophysicienne française. | 50    |        |
| 5 avril   | Paul Ritter                   | Acteur britannique. | 55    | (en)   |
| 5 avril   | Marshall Sahlins              | Anthropologue américain. | 90    | (en)   |
| 6 avril   | Peter Ainsworth               | Homme politique britannique. | 64    | (en)   |
| 6 avril   | Réginald Bernut               | Homme politique néo-calédonien. | 84    |        |
| 6 avril   | Kittie Bruneau                | Peintre et graveuse canadienne. | 91    |        |
| 6 avril   | Charles H. Coolidge           | Militaire américain. | 99    | (en)   |
| 6 avril   | François de Cossé-Brissac     | Aristocrate français. | 92    |        |
| 6 avril   | Chuck Darling                 | Basketteur américain, champion olympique aux Jeux olympiques d'été de 1956.                                                            | 91    | (en)   |
| 6 avril   | Pierre Guichard               | Historien, archéologue et médiéviste français.                                                                                         | 81    | (es)   |
| 6 avril   | Alcee Hastings                | Homme politique américain. | 84    | (en)   |
| 6 avril   | Julen Kerman Madariaga Agirre | Avocat et homme politique espagnol. | 88    | (es)   |
| 6 avril   | Michel Koeniguer              | Dessinateur et scénariste de bande dessinée français.                                                                                  | 49    |        |
| 6 avril   | Hans Küng                     | Prêtre catholique et théologien suisse.                                                                                                | 93    |        |
| 6 avril   | Paul Rabinow                  | Anthropologue américain. | 76    | (en)   |
| 6 avril   | Bobby Schilling               | Homme politique américain. | 57    | (en)   |
| 6 avril   | Sonny Simmons                 | Saxophoniste de jazz américain. | 87    | (en)   |
| 6 avril   | Éliane Thibaut-Comelade       | Historienne de la gastronomie et journaliste française.                                                                                | 92    |        |
| 6 avril   | Maj Britt Theorin             | Femme politique suédoise. | 88    | (se)   |
| 7 avril   | Farid Alakbarli               | Historien azéri. | 57    | (az)   |
| 7 avril   | Alfredo Bosi                  | Historien et critique littéraire brésilien.                                                                                            | 84    | (pt)   |
| 7 avril   | Antonio Calpe                 | Footballeur espagnol. | 81    |        |
| 7 avril   | Jorge Coelho                  | Homme politique portugais. | 66    | (pt)   |
| 7 avril   | James Hampton                 | Acteur, réalisateur et scénariste américain.                                                                                           | 84    | (en)   |
| 7 avril   | Susumu Kagawa                 | Urologue japonais. | 76    | (ja)   |
| 7 avril   | Simon Keay                    | Archéologue et enseignant britannique.                                                                                                 | 66    |        |
| 7 avril   | Viktor Kurentsov              | Haltérophile soviétique, champion et médaillé d'argent olympique (1964, 1968).                                                         | 80    | (ru)   |
| 7 avril   | Kai Nielsen                   | Philosophe américain. | 94    | (en)   |
| 7 avril   | Monique Pantel                | Critique de cinéma française. | 88    |        |
| 7 avril   | Jacques Pellegrin             | Peintre français. | 76    |        |
| 7 avril   | Colette Privat                | Femme politique française. | 95    |        |
| 7 avril   | Théophile Sowié               | Acteur burkinabé. | 0     |        |
| 8 avril   | Phillip Adams                 | Joueur de foot U.S. américain. | 32    | (en)   |
| 8 avril   | Mitiku Belachew               | Chirurgien belge. | 78    |        |
| 8 avril   | Michel Berson                 | Homme politique français. | 75    |        |
| 8 avril   | Jovan Divjak                  | Militaire yougoslave puis bosnien. | 84    | (ba)   |
| 8 avril   | Robert Ducard                 | Coureur cycliste français. | 88    |        |
| 8 avril   | Conn Findlay                  | Skipper et rameur américain, multiple médaillé olympique (1956, 1960, 1964, 1976).                                                     | 90    | (en)   |
| 8 avril   | Miklós Hajdufy                | Scénariste et réalisateur hongrois. | 88    | (hu)   |
| 8 avril   | Diána Igaly                   | Tireuse hongroise, médaillé de bronze aux Jeux olympiques d'été de 2000 et championne olympique à ceux de 2004.                        | 56    | (hu)   |
| 8 avril   | Pierre Kelekele Lituka        | Lutteur et catcheur congolais |       |        |
| 8 avril   | Antal Kiss                    | Athlète de marches hongrois, médaillé d'argent aux Jeux olympiques d'été de 1968.                                                      | 85    | (hu)   |
| 8 avril   | Red Mack                      | Joueur américain de football américain.                                                                                                | 83    | (en)   |
| 8 avril   | Michele Pasinato              | Volleyeur italien. | 52    | (it)   |
| 8 avril   | Alan Pastrana                 | Joueur de football américain. | 76    | (en)   |
| 8 avril   | Richard Rush                  | Réalisateur et producteur de cinéma américain.                                                                                         | 91    | (en)   |
| 8 avril   | Jasone Salaberria Fuldain     | Écrivaine, linguiste et enseignante espagnole.                                                                                         | 68    | (eu)   |
| 9 avril   | Ramsey Clark                  | Juriste et homme politique américain.                                                                                                  | 93    | (en)   |
| 9 avril   | Ralph Erskine                 | Historien et cryptologue britannique.                                                                                                  | ?     | (en)   |
| 9 avril   | Ekkehard Fasser               | Bobeur suisse, champion olympique aux Jeux olympiques d'hiver de 1988.                                                                 | 68    |        |
| 9 avril   | Michel Girouard               | Journaliste canadien. | 76    |        |
| 9 avril   | Nikki Grahame                 | Personnalité de télévision britannique.                                                                                                | 38    | (en)   |
| 9 avril   | Wolfgang Kaniber              | Footballeur allemand. | 81    | (de)   |
| 9 avril   | Giórgos Karaïváz              | Journaliste d'investigation grec. | 52    |        |
| 9 avril   | André Le Ruyet                | Poète français. | 88    |        |
| 9 avril   | Gervais Mendo Ze              | Professeur linguiste, et ancien ministre camerounais.                                                                                  | 76    |        |
| 9 avril   | Philip Mountbatten            | Prince consort du Royaume-Uni (1952-2021).                                                                                             | 99    |        |
| 9 avril   | June Newton                   | Photographe et actrice australienne.                                                                                                   | 97    | (en)   |
| 9 avril   | Rabiatou Njoya                | Femme de lettres camerounaise. | 75    |        |
| 9 avril   | Martin Aristide Okouda        | Homme politique camerounais. | 69    |        |
| 9 avril   | Stefan Polónyi                | Ingénieur civil allemand. | 90    | (de)   |
| 9 avril   | Dahuku Péré                   | Homme politique togolais. | 68    |        |
| 9 avril   | Earl « DMX » Simmons          | Rappeur américain. | 50    |        |
| 10 avril  | Edward Idris Cassidy          | Cardinal australien. | 96    | (en)   |
| 10 avril  | Fred Erdman                   | Homme politique belge. | 87    |        |
| 10 avril  | Édouard J. Maunick            | Poète, journaliste et diplomate mauricien.                                                                                             | 89    |        |
| 10 avril  | Victor Mukete                 | Sénateur camerounais. | 102   |        |
| 10 avril  | Guillaume Oyônô Mbia          | Écrivain camerounais. | 82    |        |
| 10 avril  | Max Pons                      | Poète, écrivain et éditeur français.                                                                                                   | 94    |        |
| 10 avril  | Michel Quévit                 | Écrivain belge. | 81    |        |
| 11 avril  | Marco Bollesan                | Joueur italien de rugby à XV. | 79    | (it)   |
| 11 avril  | Normand Cherry                | Homme politique canadien. | 82    |        |
| 11 avril  | Massimo Cuttitta              | Joueur italien de rugby à XV. | 54    |        |
| 11 avril  | Philippe Dubourg              | Homme politique français. | 82    |        |
| 11 avril  | Lee Dunne                     | Écrivain, dramaturge et scénariste irlandais.                                                                                          | 86    | (en)   |
| 11 avril  | Jacques Giès                  | Sinologue et historien de l'art français.                                                                                              | 71    |        |
| 11 avril  | Rina Levinson                 | Aviatrice israélienne | 93    |        |
| 11 avril  | Miguel López Abril            | Basketteur espagnol. | 66    | (es)   |
| 11 avril  | Alix Renaud                   | Écrivain canadien. | 75    |        |
| 11 avril  | Francis Siguenza              | Coureur cycliste espagnol naturalisé français.                                                                                         | 90    |        |
| 11 avril  | Zoran Simjanović              | Compositeur yougoslave puis serbe. | 74    | (sr)   |
| 11 avril  | Ady Steg                      | Professeur agrégé de médecine et résistant tchécoslovaque puis français.                                                               | 96    |        |
| 11 avril  | John Williamson               | Économiste américain. | 83    | (en)   |
| 12 avril  | Colin Baker                   | Footballeur britannique. | 86    | (en)   |
| 12 avril  | Manfred Buder                 | Hockeyeur sur glace allemand. | 85    | (de)   |
| 12 avril  | Roland Delmaire               | Professeur d'université français. | 80    |        |
| 12 avril  | Angèle Jacq                   | Romancière française. | 83/84 |        |
| 12 avril  | Lazare Kaptué                 | Virologue camerounais. | 82    |        |
| 12 avril  | André Maranne                 | Acteur franco-britannique. | 94    |        |
| 12 avril  | Michel Noël                   | Romancier, poète et dramaturge canadien.                                                                                               | 76    |        |
| 12 avril  | Ibn Abdur Rehman              | Militant pour les droits de la personne humaine et homme politique pakistanais.                                                        | 90    | (en)   |
| 12 avril  | Vincent Vitetta               | Cycliste sur route français. | 95    |        |
| 12 avril  | Galen Weston                  | Homme d'affaires britannico-canadien.                                                                                                  | 80    | (en)   |
| 12 avril  | Shirley Williams              | Femme politique britannique. | 90    | (en)   |
| 13 avril  | Jamal Al Qabendi              | Footballeur koweïtien. | 62    | (ar)   |
| 13 avril  | Jean-Pierre Arrignon          | Historien français. | 78    |        |
| 13 avril  | Oldemiro Balói                | Homme politique mozambicain. | 66    | (pt)   |
| 13 avril  | Harold Bradley                | Joueur de foot U.S., acteur et chanteur américain.                                                                                     | 91    |        |
| 13 avril  | Yvan Daumas                   | Peintre français. | 77    |        |
| 13 avril  | Vassili Golovanov             | Journaliste, écrivain et photographe soviétique puis russe.                                                                            | 60    | (ru)   |
| 13 avril  | Bob Leonard                   | Basketteur américain. | 88    | (en)   |
| 13 avril  | Bernard Noël                  | Poète, écrivain, essayiste et critique d'art français.                                                                                 | 90    |        |
| 13 avril  | Walter Spitzer                | Artiste peintre et sculpteur français.                                                                                                 | 93    |        |
| 13 avril  | Amedeo Tommasi                | Pianiste et compositeur italien. | 85    | (it)   |
| 13 avril  | Ruth Roberta de Souza         | Basketteuse brésilienne. | 52    | (pt)   |
| 14 avril  | Yıldırım Akbulut              | Homme d'État turc. | 85    | (en)   |
| 14 avril  | Michel Louvain                | Chanteur canadien. | 83    |        |
| 14 avril  | Bernard Madoff                | Homme d'affaires et escroc américain.                                                                                                  | 82    | (en)   |
| 14 avril  | Bernard Martelet              | Peintre et graveur français. | 69    |        |
| 14 avril  | Eduardo Enríquez Maya         | Homme politique colombien. | 72    | (es)   |
| 15 avril  | Roger Dewint                  | Graveur à l’eau-forte, dessinateur et peintre figuratifDramaturge belge.                                                               | 78    |        |
| 15 avril  | Kunio Shimizu                 | Dramaturge japonais. | 84    | (ja)   |
| 16 avril  | Umberto Battist               | Homme politique français. | 81    |        |
| 16 avril  | John Dawes                    | Joueur de rugby à XV gallois. | 80    | (en)   |
| 16 avril  | Charles Geschke               | Informaticien américain. | 81    | (en)   |
| 16 avril  | Henri Goetschy                | Homme politique français. | 94    |        |
| 16 avril  | Fumio Hisamatsu               | Mangaka japonais. | 77    | (ja)   |
| 16 avril  | Claude Jamet                  | Footballeur français. | 91    |        |
| 16 avril  | Jean Kaltenbach               | Homme politique français. | 94    |        |
| 16 avril  | Eldar Kouliev                 | Réalisateur soviétique puis azéri. | 80    | (az)   |
| 16 avril  | Kresimir Krnjevic             | Neurophysiologiste et enseignant canadien.                                                                                             | 93    | (en)   |
| 16 avril  | Helen McCrory                 | Actrice britannique. | 52    |        |
| 16 avril  | Serhiy Novikov                | Judoka soviétique puis russe, champion olympique aux Jeux olympiques d'été de 1976.                                                    | 71    | (ru)   |
| 16 avril  | Andrew Peacock                | Homme politique australien. | 82    | (en)   |
| 16 avril  | Anthony Powell                | Costumier britannique. | 85    | (en)   |
| 16 avril  | Éric Raoult                   | Homme politique français. | 65    |        |
| 16 avril  | Paul Schneider                | Peintre allemand. | 93    | (de)   |
| 16 avril  | Felix Silla                   | Acteur américain. | 84    | (en)   |
| 16 avril  | Mari Törőcsik                 | Actrice hongroise. | 85    | (hu)   |
| 17 avril  | Hicham el-Bastawissi          | Magistrat et homme politique égyptien.                                                                                                 | 69    | (ar)   |
| 17 avril  | Black Rob                     | Rappeur américain. | 52    | (en)   |
| 17 avril  | Hubert Faure                  | Militaire français, membre du Commando Kieffer.                                                                                        | 106   |        |
| 17 avril  | Paul Helminger                | Homme politique luxembourgeois. | 80    |        |
| 17 avril  | Frank Judd                    | Homme politique britannique. | 86    | (en)   |
| 17 avril  | Sebastian Koto Khoarai        | Prélat catholique lésothien. | 91    | (en)   |
| 17 avril  | Osamu Kobayashi               | Réalisateur et illustrateur japonais.                                                                                                  | 57    | (zh)   |
| 17 avril  | K.C. Ramrakha                 | Homme politique fidjien. | 88    | (en)   |
| 17 avril  | Hans-Karl von Unger           | Homme politique allemand. | 90    | (en)   |
| 18 avril  | Naïma Ababsa                  | Chanteuse et interprète algérienne. | 58    |        |
| 18 avril  | Xavier Ameil                  | Ingénieur français. | 98    |        |
| 18 avril  | Stefan Bratkowski             | Magistrat, journaliste et écrivain polonais.                                                                                           | 86    | (pl)   |
| 18 avril  | Jehanne Collard               | Avocate française. | 70    |        |
| 18 avril  | Mohammad Hejazi               | Chef militaire du Corps des Gardiens de la Révolution Islamique.                                                                       | 65    | (fa)   |
| 18 avril  | Frank McCabe                  | Joueur de basket-ball américain. | 93    | (en)   |
| 18 avril  | Zdeněk Růžička                | Gymnaste tchécoslovaque puis tchèque, double médaillé de bronze aux Jeux olympiques d'été de 1948.                                     | 96    | (cs)   |
| 18 avril  | Tremaine Stewart              | Footballeur jamaïcain. | 33    | (en)   |
| 19 avril  | Monica Bandini                | Cycliste sur route italienne. | 56    | (it)   |
| 19 avril  | Viktor Chouvalov              | Hockeyeur sur glace soviétique puis russe, champion aux Jeux olympiques d'hiver de 1956.                                               | 97    | (ru)   |
| 19 avril  | Michel Kilo                   | Écrivain syrien. | 80    |        |
| 19 avril  | Vera Lantratova               | Joueuse soviétique de volley-ball, médaillée d'or aux Jeux olympiques d'été de 1968.                                                   | 73    | (ru)   |
| 19 avril  | Walter Mondale                | Homme d'État américain. | 93    |        |
| 19 avril  | Gérard Montassier             | Haut fonctionnaire et essayiste français.                                                                                              | 83    |        |
| 19 avril  | Jim Steinman                  | Compositeur américain. | 73    | (en)   |
| 19 avril  | Willy van der Kuijlen         | Footballeur néerlandais. | 74    |        |
| 20 avril  | Germaine Ahidjo               | Personnalité camerounaise, Première dame du Cameroun (1960-1982).                                                                      | 89    |        |
| 20 avril  | Pierre Amiet                  | Archéologue et conservateur de musée français.                                                                                         | 98    |        |
| 20 avril  | Leïla Bahria                  | Magistrate et femme politique tunisienne.                                                                                              | 67    |        |
| 20 avril  | George Dancis                 | Basketteur soviétique puis australien.                                                                                                 | 88    |        |
| 20 avril  | Idriss Déby                   | Homme d'État tchadien. | 68    | (en)   |
| 20 avril  | Monte Hellman                 | Réalisateur et producteur de cinéma américain.                                                                                         | 91    | (en)   |
| 20 avril  | Willi Herren                  | Acteur allemand. | 45    | (de)   |
| 20 avril  | Les McKeown                   | Chanteur britannique. | 65    | (en)   |
| 20 avril  | Emilia Monjowa Lifaka         | Femme politique camerounaise. | 62    |        |
| 20 avril  | Nasser Ramdane Ferradj        | Militant politique français. | 49    |        |
| 20 avril  | Céline Roos                   | Joueuse d'échecs franco-canadienne. | 67    |        |
| 20 avril  | Alfred Teinitzer              | Footballeur autrichien. | 91    | (de)   |
| 20 avril  | Tempest Storm                 | Actrice américaine. | 93    | (en)   |
| 20 avril  | Roland Weyl                   | Avocat, résistant et militant politique français.                                                                                      | 102   |        |
| 21 avril  | Håkon Brusveen                | Fondeur norvégien, champion olympique et médaillé d'argent aux Jeux olympiques d'hiver de 1960.                                        | 93    |        |
| 21 avril  | Marc Bécam                    | Homme politique français. | 89    |        |
| 21 avril  | Gilbert Clain                 | Sculpteur français. | 79    |        |
| 21 avril  | Myriam Colombi                | Actrice et directrice de théâtre française.                                                                                            | 81    |        |
| 21 avril  | Marc Ferro                    | Historien, réalisateur et résistant français.                                                                                          | 96    |        |
| 21 avril  | Thomas Fritsch                | Acteur allemand. | 77    | (de)   |
| 21 avril  | Henri Mouton                  | Homme politique belge. | 87    |        |
| 21 avril  | James Prigoff                 | Photographe américain. | 93    | (en)   |
| 21 avril  | D. Michael Quinn              | Historien américain. | 77    | (en)   |
| 21 avril  | Annie Steiner                 | Militante politique et moudjahida algérienne.                                                                                          | 93    |        |
| 21 avril  | Marcel R. Tremblay            | Homme politique canadien. | 78    |        |
| 22 avril  | Terrence Clarke               | Joueur de basket-ball américain. | 19    | (en)   |
| 22 avril  | Selma Gürbüz                  | Artiste peintre et sculpteur turque.                                                                                                   | 61    | (tr)   |
| 22 avril  | Mirosław Handke               | Chimiste et syndicaliste polonais. | 75    | (pl)   |
| 22 avril  | Anthony Thwaite               | Poète et écrivain britannique. | 90    | (en)   |
| 22 avril  | Krystyna Łyczywek             | Photographe, traductrice et journaliste polonaise.                                                                                     | 100   | (pl)   |
| 23 avril  | Abderrahmane Benkhalfa        | Homme politique algérien. | 71    | (ar)   |
| 23 avril  | Dan Kaminsky                  | Informaticien américain. | 42    | (en)   |
| 23 avril  | Milva                         | Chanteuse italienne. | 81    | (it)   |
| 23 avril  | Detta O'Cathain               | Femme d'affaires britannique. | 83    | (en)   |
| 23 avril  | Bill Whittington              | Pilote automobile américain. | 71    | (en)   |
| 24 avril  | Alber Elbaz                   | Stylicien franco-israélo-américain. | 59    |        |
| 24 avril  | Fredi                         | Auteur-compositeur-interprète, acteur et animateur de télévision finlandais.                                                           | 78    | (fi)   |
| 24 avril  | Shunsuke Kikuchi              | Compositeur japonais. | 89    | (en)   |
| 24 avril  | Christa Ludwig                | Artiste lyrique allemande. | 93    |        |
| 24 avril  | Yves Rénier                   | Acteur et réalisateur franco-suisse.                                                                                                   | 78    |        |
| 24 avril  | Miloš Šobajić                 | Peintre et sculpteur yougoslave puis serbe.                                                                                            | 75    | (sr)   |
| 24 avril  | József Soproni                | Compositeur hongrois. | 90    | (hu)   |
| 25 avril  | Ali Yahia Abdennour           | Avocat et homme politique algérien. | 100   |        |
| 25 avril  | Oscar Castro                  | Dramaturge et comédien franco-chilien.                                                                                                 | 73    | (es)   |
| 25 avril  | John Hopkins                  | Écrivain américain. | 82    | (en)   |
| 25 avril  | Toshiro Kandagawa             | Chef cuisinier japonais. | 81    | (ja)   |
| 25 avril  | Désiré Kolingba               | Homme politique centrafricain. | 64    |        |
| 25 avril  | John Konrads                  | Nageur australien, champion olympique et double médaillé de bronze aux Jeux olympiques d'été de 1960.                                  | 78    | (en)   |
| 25 avril  | Joseph Maraite                | Homme politique belge. | 71    |        |
| 25 avril  | Cyrille Ndayirukiye           | Homme politique burundais. | 66    | (en)   |
| 25 avril  | André de Witte                | Évêque belge. | 76    | (nl)   |
| 26 avril  | Charles Beeson                | Réalisateur britannique. | ?     | (en)   |
| 26 avril  | Vassos Lyssaridis             | Homme politique chypriote. | 100   | (cy)   |
| 26 avril  | Florence Piron                | Anthropologue franco-canadienne. | 54/55 | (en)   |
| 26 avril  | Tamara Press                  | Athlète de lancer du disque et du poids soviétique puis ukrainienne, triple championne olympique et médaillée d'argent (1960 et 1964). | 83    | (ru)   |
| 27 avril  | Nicolas Cheong Jin-suk        | Cardinal sud-coréen. | 89    | (en)   |
| 27 avril  | Miroslav Fryčer               | Joueur et entraîneur de hockey sur glace tchèque.                                                                                      | 61    | (cs)   |
| 27 avril  | Evane Hanska                  | Actrice et écrivaine française. | 77    |        |
| 27 avril  | Aristóbulo Istúriz            | Enseignant et homme d'État vénézuélien.                                                                                                | 74    | (es)   |
| 27 avril  | Kakhi Kavsadze                | Acteur soviétique puis géorgien. | 85    | (ru)   |
| 27 avril  | Marie-Françoise Leclère       | Journaliste et scénariste française.                                                                                                   | 79    |        |
| 28 avril  | Michael Collins               | Astronaute américain. | 90    |        |
| 28 avril  | François Fédier               | Philosophe français. | 85/86 |        |
| 28 avril  | Juan Joya Borja               | Acteur et humoriste espagnol. | 65    | (es)   |
| 28 avril  | Anita Lane                    | Chanteuse et parolière australienne.                                                                                                   | 61/62 | (en)   |
| 28 avril  | Jason Matthews                | Écrivain américain. | 69    | (en)   |
| 28 avril  | José de la Paz Herrera        | Footballeur puis entraîneur hondurien.                                                                                                 | 80    | (es)   |
| 28 avril  | Louis Pierna                  | Homme politique français. | 88    |        |
| 28 avril  | Jean-Guy Pilon                | Poète canadien. | 90    |        |
| 28 avril  | Joseph Pokossy Doumbe         | Homme politique et pharmacien camerounais.                                                                                             | 88    |        |
| 28 avril  | Liuwe Tamminga                | Organiste, claveciniste et musicologue néerlandais.                                                                                    | 67    | (es)   |
| 29 avril  | Hafid Bouazza                 | Écrivain maroco-néerlandais. | 51    | (nl)   |
| 29 avril  | Anne Buydens                  | Productrice et philanthrope belgo-américaine.                                                                                          | 102   |        |
| 29 avril  | Johnny Crawford               | Acteur et chanteur américain. | 75    | (en)   |
| 29 avril  | Zhang Enhua                   | Footballeur chinois. | 48    | (zh)   |
| 29 avril  | André Evrard                  | Peintre et graveur suisse. | 85    |        |
| 29 avril  | Pierce Fulton                 | DJ et multi-instrumentiste américain.                                                                                                  | 28    |        |
| 29 avril  | Ronnie Govender               | Journaliste, enseignant et dramaturge sud-africain.                                                                                    | 85    | (en)   |
| 29 avril  | Billie Hayes                  | Actrice américaine. | 96    | (en)   |
| 29 avril  | John Hinch                    | Musicien et batteur britannique. | 73    | (en)   |
| 29 avril  | Claude Jasmin                 | Écrivain, scénariste de télévision et animateur de télévision canadien.                                                                | 90    |        |
| 29 avril  | Kazimierz Kord                | Chef d'orchestre polonais. | 90    | (pl)   |
| 29 avril  | Pete Lammons                  | Joueur de foot U.S. américain. | 77    | (en)   |
| 29 avril  | Libertad Leblanc              | Actrice argentine. | 83    | (es)   |
| 29 avril  | Michel Lejeune                | Homme politique français. | 74    |        |
| 29 avril  | Frank McRae                   | Acteur américain. | 77    | (en)   |
| 29 avril  | Filippo Mondelli              | Rameur italien. | 26    | (it)   |
| 29 avril  | David Burton Wake             | Herpétologiste américain. | 84    | (en)   |
| 29 avril  | Mohamed ben Talal             | Prince jordanien. | 81    | (ar)   |
| 29 avril  | Hans van Baalen               | Homme politique néerlandais. | 60    | (nl)   |
| 30 avril  | Eli Broad                     | Homme d'affaires américain. | 87    |        |
| 30 avril  | Flemming Hansen               | Homme politique danois. | 81    | (da)   |
| 30 avril  | Hermine Karagheuz             | Actrice, écrivain et photographe française.                                                                                            | ?     |        |
| 30 avril  | Anthony Payne                 | Compositeur et musicologue britannique.                                                                                                | 84    | (en)   |
| 30 avril  | Azad Rahimov                  | Homme politique soviétique puis azerbaïdjanais.                                                                                        | 56    | (ru)   |